# Castell d'Iraj
El Castell d'Iraj (persa: قلعه ایرج) és un castell situat al nord-est de Varamin i a prop d'Abad Ja'far, al nord de l'Iran. Va ser construït entre finals del segle iv i principis del segle v, durant l'Imperi Sassànida.
Esta gran fortalesa de forma rectangular estava feta de maó i té un perímetre de 1280 per uns 1440 metres. Els seus murs tenen una alçada de 12 metres. Tenia quatre portes, però tan sols se'n conserva la porta principal. El Castell d'Iraj és un dels majors castells del país amb una superfície de 200 hectàrees.

## Galeria

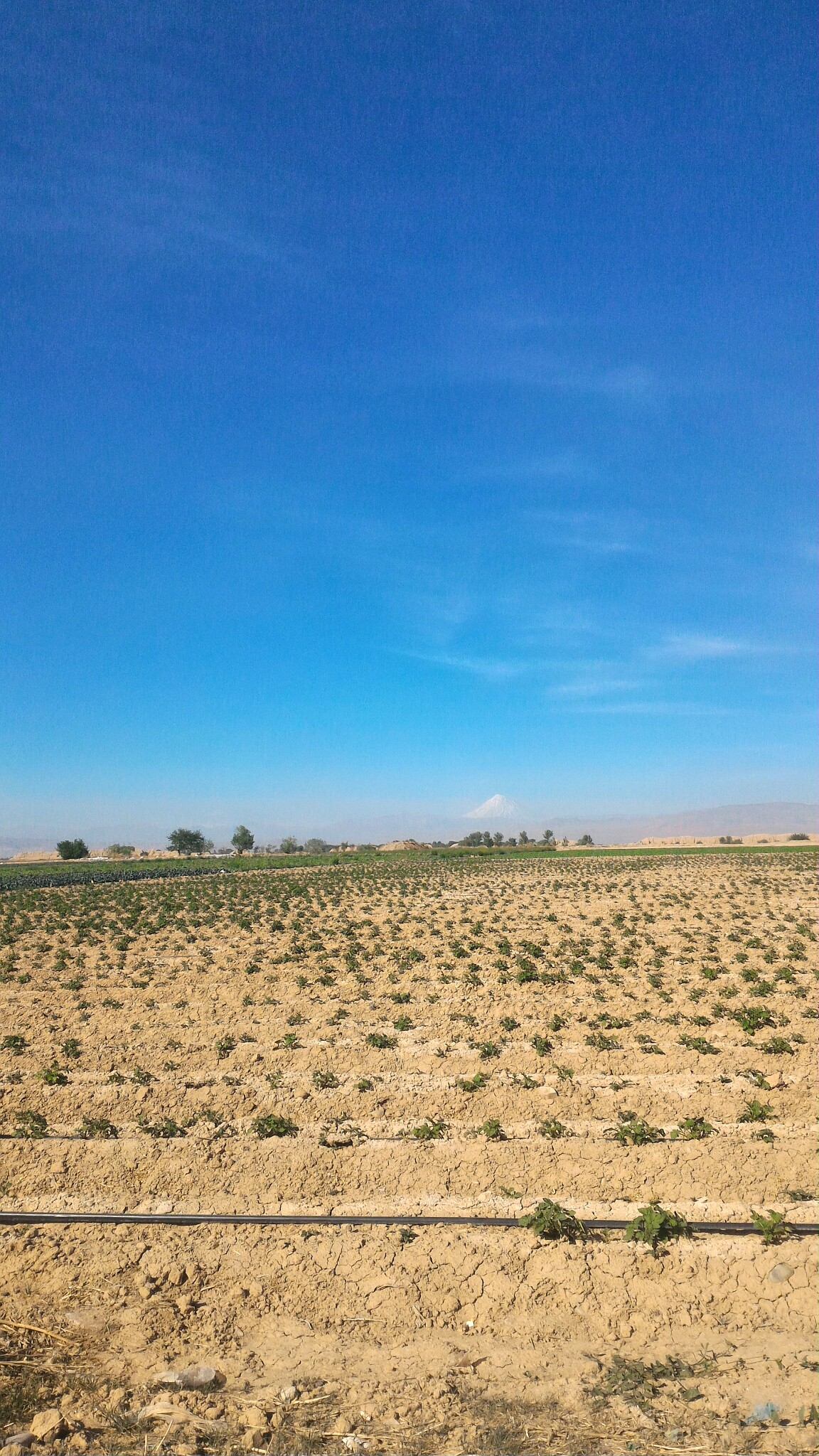
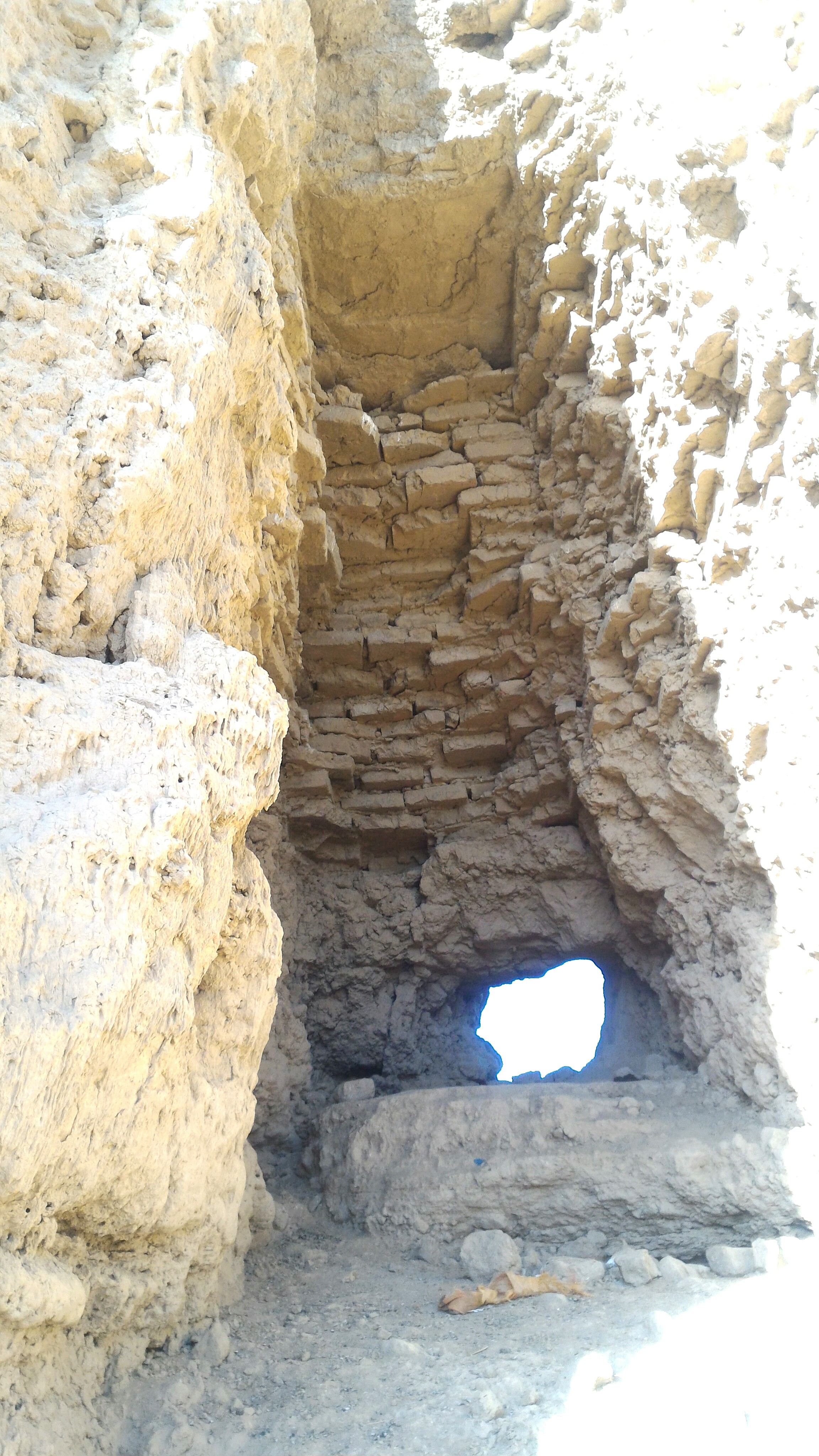
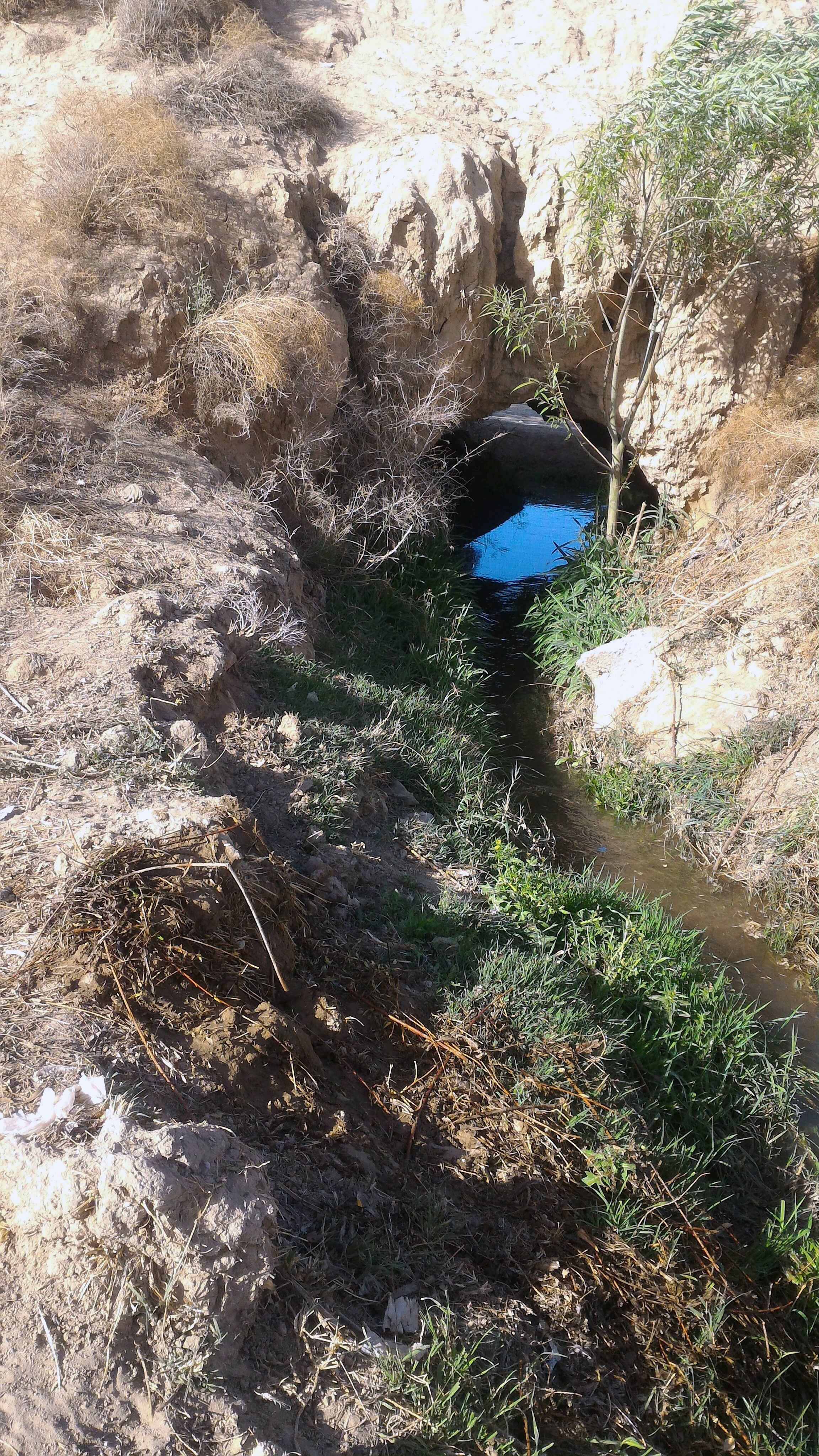
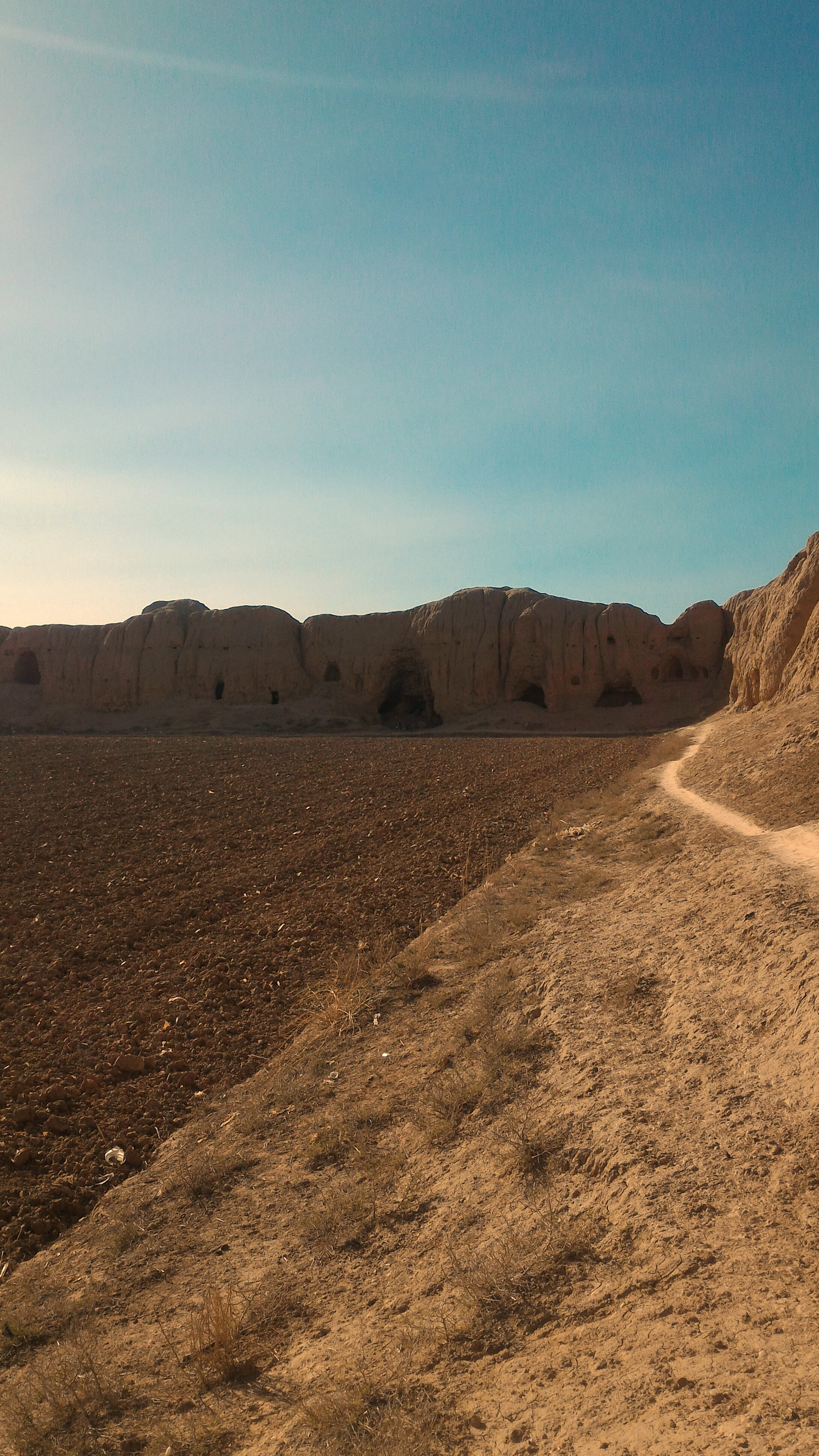